# Hipposideros crumeniferus
Hipposideros crumeniferus — є одним з видів кажанів родини Hipposideridae.

## Поширення
Країни поширення: Індонезія (Тимор). Імовірно, знаходиться в незайманому лісі.

## Загрози та охорона
Загрози для цього виду невідомі. Не відомо, чи вид присутній в будь-якій з охоронних територій.